# كابيثويلا
بلدية كابيثويلا (بالإسبانية: Cabizuela) هي بلدية تقع في مقاطعة آبلة التابعة لمنطقة قشتالة وليون وسط إسبانيا.

## الديموغرافيا
يبلغ عدد سكان بلدية كابيثويلا 116 نسمة عام 2011 (وفقاً للمعهد الوطني للإحصاء الإسباني).
| 157 | 158 | 138 | 131 | 126 | 121 | 116 |